# دراسات اللبيب
دراسات اللبيب في الأسوة الحسنة بالحبيب كتاب من تأليف المحدّث السنّي محمّد معين بن محمّد أمين بن السندي، يضمّ اثنتي عشرة دراسة في مختلف العلوم الإسلاميّة، وقد تعرّضت هذه الدراسات لبعض الانتقادات.

## المحتوى
قال عبد الحي اللكنوي في ترجمته للسندي: «فيه دراسات متعددة:
1. الأولى فيم إذا خالفت أقوال الفقهاء الأحاديث الصحيحة، قال فيها بتحرّي الاجتهاد ورد فيه على الشيخ عبد لحق بن سيف الدين البخاري الدهلوي حيث قال في مقدمة شرح السفر قولاً يشير إلى ترك الحديث برواية المذهب نظراً إلى المصابيح.
2. والثانية فيما يدل من كلام الصحابة والسلف الصالحين على الاعتصام بالسنّة وحسن أدبهم فيما سمعوا الحديث وتبرئهم عند ذلك عن أقوالهم وذم الراي وما يدل على تحريم صنع من يعمل بالرواية على خلاف الحديث.
3. والثالثة فيما يدل من كلام المتأخرين على وجوب ترك الرواية إذا خالفت الحديث.
4. والرابعة في كلام بعض الأجلاء من الحنفية على إمامهم وغير الحنفية مما يصرح بمطلب الباب.
5. والخامسة فيما يدل من كلام الشيخ محي الدين ابن عربي في الحث على العمل بالحديث وذم الرأي وذم الفقهاء المضيقين على الناس كثيراً مما لم تضيقز
6. والسادسة في الاستدلال على حرمة ترك المقلد الحديث الصحيح برواية إمامه ورأيه بمقدمات مسلمة معروفة.
7. والسابعة فيما إذا خالفت أقوال الأئمة الأربعة الحديث.
8. والثامنة فيما إذا عارض الإجماع الحديث الصحيح.
9. والتاسعة في الفرق بين الظاهرية وبين أصحاب الظواهر.
10. والعاشرة في بيان أن المتفق عليه من الأحاديث هل يفيد الظن أو القطع.
11. والحادية عشرة في إبطال قول من يدعي مساواة حديث غير الصحيحين بحديثهما في الصحة.
12. والثانية عشر في لزوم التأدب للامام أبي حنيفة رحمه الله ولمذهبه والذب عنه ورد ما قيل فيه».[1]